# Thrysocanthus deformitas
Thrysocanthus deformitas är en tvåvingeart som beskrevs av Quate och Brown 2004. Thrysocanthus deformitas ingår i släktet Thrysocanthus och familjen fjärilsmyggor. Inga underarter finns listade i Catalogue of Life.